# Gli scassinatori
Gli scassinatori (Le casse) è un film del 1971 diretto da Henri Verneuil, interpretato da Jean-Paul Belmondo, Omar Sharif, Robert Hossein e Renato Salvatori.
Tratto dall'omonimo romanzo di David Goodis, il film è famoso soprattutto per il celebre inseguimento automobilistico tra Jean-Paul Belmondo e Omar Sharif per le strade di Atene, realizzato dalla troupe acrobatica dello stuntman francese Rémy Julienne.

## Trama
Ad Atene un gruppo di abili ladri, guidato da Azad, deruba un potente miliardario greco della sua preziosa collezione di smeraldi. Le indagini sul furto vengono affidate ad un avido poliziotto del luogo, dai metodi spicci, il commissario Abel Zacharia, che giunge presto alla soluzione del caso e non tarda ad entrare in trattative con Azad per la restituzione dei diamanti, ricattandolo e offrendogli in cambio la libertà. Dopo la morte di Renzi, uno della banda, Azad e il suo fedele complice e amico Ralph decidono di desistere, ma Azad viene fotografato in un night da una compagna di Zacharia e viene ricercato dalla polizia.
Dopo una fuga rocambolesca, aggrappato ad un autobus, Azad riesce a dileguarsi in un luna park e a ritrovarsi col gruppo. Dopo aver incontrato la sua ragazza, anch'essa membro della banda, accetta l'offerta di Zacharia e s'incontra con lui al porto di Atene, in compagnia di Ralph e della fidanzata. Dopo una violenta colluttazione all'interno della nave, Zacharia muore e Azad e i suoi fuggono, in cerca di colpi migliori.

## Colonna sonora
Particolare attenzione è stata data anche alla colonna sonora del maestro Ennio Morricone, che aveva già collaborato con il regista Verneuil per I cannoni di San Sebastian (1968) e Il clan dei siciliani (1969), il cui sodalizio continuerà anche successivamente, con pellicole come Il serpente (1973), Il poliziotto della brigata criminale (1975), e I... come Icaro (1979).

## Curiosità
- Sebbene Pino Locchi fosse il doppiatore ufficiale di Omar Sharif, si preferì mantenere per Belmondo la voce di Locchi e fu quindi Giuseppe Rinaldi a doppiare Sharif.
- La versione italiana risulta essere differente da quella francese, in quanto in essa sono state tagliate diverse sequenze, tra cui una di circa otto minuti, ambientata al porto di Atene, subito dopo il furto alla villa del signor Tasco.
- Il film è il remake molto differente de Lo scassinatore di Paul Wendkos (1958), pellicola in bianco e nero, anch'essa ispirata al romanzo The Burglar (1953) di David Goodis.